# František Čáp
František Čáp (n. 7 decembrie 1913, Čachovice⁠(d), Republica Socialistă Cehă, Cehoslovacia – d. 13 ianuarie 1972, Ankaran, Comuna urbană Koper, Slovenia), cunoscut și ca Franz Cap în Germania, a fost un regizor și scenarist de origine cehă activ și în Slovenia, Iugoslavia. A regizat 32 de filme între 1939 și 1970. După ce a realizat filme clasice slovene ca Vesna⁠(d), Ne čakaj na maj⁠(d) și Mașina noastră (Naš avto), a devenit unul dintre cei mai populari regizori ai cinematografiei slovene timpurii din anii 1950 și 1960.
Filmul său, Bărbați fără aripi a primit Marele Premiu la Festivalul de Film de la Cannes 1946.

## Biografie
Čáp s-a născut în Čachovice⁠(d), un sat ceva mai mare din regiunea Boemia Centrală, lângă Praga, și provenea dintr-o familie destul de bogată.
Și-a terminat studiile în agronomie la Praga, dar a început să lucreze în industria filmului de la o vârstă fragedă, așa că nu și-a urmat niciodată profesia.
A apărut pentru prima dată ca actor în lungmetrajul mai puțin cunoscut Pred maturo (Pred maturitou3, 1932), iar curând după aceea a lucrat de regizor. A avansat rapid în acest domeniu, poate parțial și datorită marelui producător de film ceh Miloš Havel⁠(d), proprietar al Lucernafilm, și a ajuns repede cel mai respectat și mai plătit regizor din Cehia. De exemplu, în primul său film, regizat împreună cu Václav Krška, Ohnivé léto (1939), a apărut Lida Baarova, o actriță de film celebră și notorie. Mai târziu, după ce Cehoslovacia a fost anexată de Al Treilea Reich, Čap a colaborat și cu actori germani importanți din acea perioadă, ca de exemplu Sybille Schmitz⁠(d), Willy Birgel⁠(d) și Otto Gebüch și a realizat mai ales filme romantice mai ușoare. Până la sfârșitul războiului, el a regizat în jur de zece lungmetraje din acest gen.
După eliberarea Cehoslovaciei, a mai realizat, printre altele, lungmetrajul Bărbați fără aripi (Muži bez krídel), despre faimosul asasinat al guvernatorului german Reinhard Heydrich. În 1948, când comuniștii au preluat puterea în Cehoslovacia cu ajutorul sovieticilor, și-a dat seama că nu își va mai putea continua cariera, așa că a fugit în Germania de Vest împreună cu mama sa.
S-a mutat la Ljubljana în 1952, la invitația din Bavaria a lui Branimir Tuma, directorul studiourilor Triglav⁠(d), care căuta experți care să ajute la dezvoltarea tinerei industrii cinematografice slovene.
După ce a ajuns în Slovenia, Čap a realizat ceea ce căuta Tuma, lungmetrajul Vesna (1953). Acesta a fost cel mai vizionat film sloven până la sfârșitul anilor 1970 și a introdus noi standarde tehnice de calitate în cinematografia slovenă. În perioada petrecută în Slovenia, Čap a realizat unsprezece filme, dintre care doar cinci au fost produse exclusiv de compania națională de film Triglav, în timp ce restul au fost coproducții sau filme pentru companii străine.
După Vesna, în 1954 a regizat filmul german Am Anfang war es Sünde (La început a fost păcatul) după nuvela lui Guy de Maupassant, Histoire d'une fille de ferme. În anul următor a realizat filmul sloven Trenutki odločitve, despre importanța reconcilierii naționale, iar în 1956 Na pomoč, ljubi me! (Ajutor, ea mă iubește) și Die Geierwally (Fata Vultur).
Coproducția italo-germană-croată La ragazza della salina⁠(d) cu Marcello Mastroianni, a fost filmată în 1957 la salina din Sečovlje.
În 1957, s-a mutat la Portorož, un oraș de coastă din sud-vestul Sloveniei, unde a trăit până la moarte.
În 1957, Triglav Film i-a încredințat producția filmului Ne čakaj na maj, în genul comediei burgheze ușoare, care este considerat un fel de continuare a filmului Vesna, cu aceeași distribuție. 
Filmul lui Čap din 1959, Vrata ostaju otvorena, (filmat în 1957), este cel mai bine cunoscut astăzi pentru descoperirea de către Čap a tinerei actrițe Milena Dravić, una dintre cele mai mari actrițe iugoslave.  Čap a văzut-o pe tânăra de optsprezece ani pe coperta unei reviste de tineret într-o fotografie de grup a dansatorilor de balet și a decis să o întrebe dacă dorește să joace în filmul său.
Filmul sloven de spionaj regizat de Čap X-25 Javlja a fost vândut de Triglav Film în nu mai puțin de 48 de țări. În 1962, a regizat comedia muzicală bosniacă Srešćemo se večeras, cu Janez Čuk și Boris Buzančić.
František Čap este înmormântat în cimitirul din Piran, în mormântul familiei Petronio.

## Premii
- Noční motýl - Targa di segnalazione la Festivalul de Film de la Veneția din 1941
- Bărbați fără aripi - Marele Premiu la Festivalul de Film de la Cannes 1946 [14]
- Vesna - Premiul Alegerea Criticilor la Festivalul de Film de la Pula din 1954
- Momente de decizie (Trenutki odločitve) - Marea Arenă de Aur pentru cel mai bun film la Festivalul de Film de la Pula din 1955[35]

## Filmografie (regizor)
- Ohnivé léto (1939) (cu Václav Krška)
- Panna (1940)
- Babička (1940)
- Jan Cimbura⁠(d) (1941)
- Noční motýl (1941)
- Preludium (1941)
- Kníže Václav (1942)
- Mlhy na blatech (1943)
- Tanečnice (1943)
- Děvčica z Beskyd (1944)
- Z růže kvítek (1945)
- Bărbați fără aripi (1946)
- Křižovatka (1947)
- Muzikant (1947)
- Znamení kotvy (1947)
- Bílá tma (1948)
- Kronjuwelen (1950)
- Das Ewige Spiel (1951)
- Die Spur führt nach Berlin (1952)
- Vesna (1953)
- Am Anfang war es Sünde (1954)
- Hilfe - sie liebt mich (1955)
- Trenutki odlocitve (1955)
- Die Geierwally (1956)
- Ne čakaj na maj (1957)
- La Ragazza della salina (1957)
- Vrata ostaju otvorena (1959)
- X-25 javlja (1960)
- Naš avto (1962)
- Srescemo se veceras (1962)
- Piran (1965)
- La Kermesse des brigands (1968)
- Das Kamel geht durch das Nadelöhr (1970)